# Tinh thần thể thao

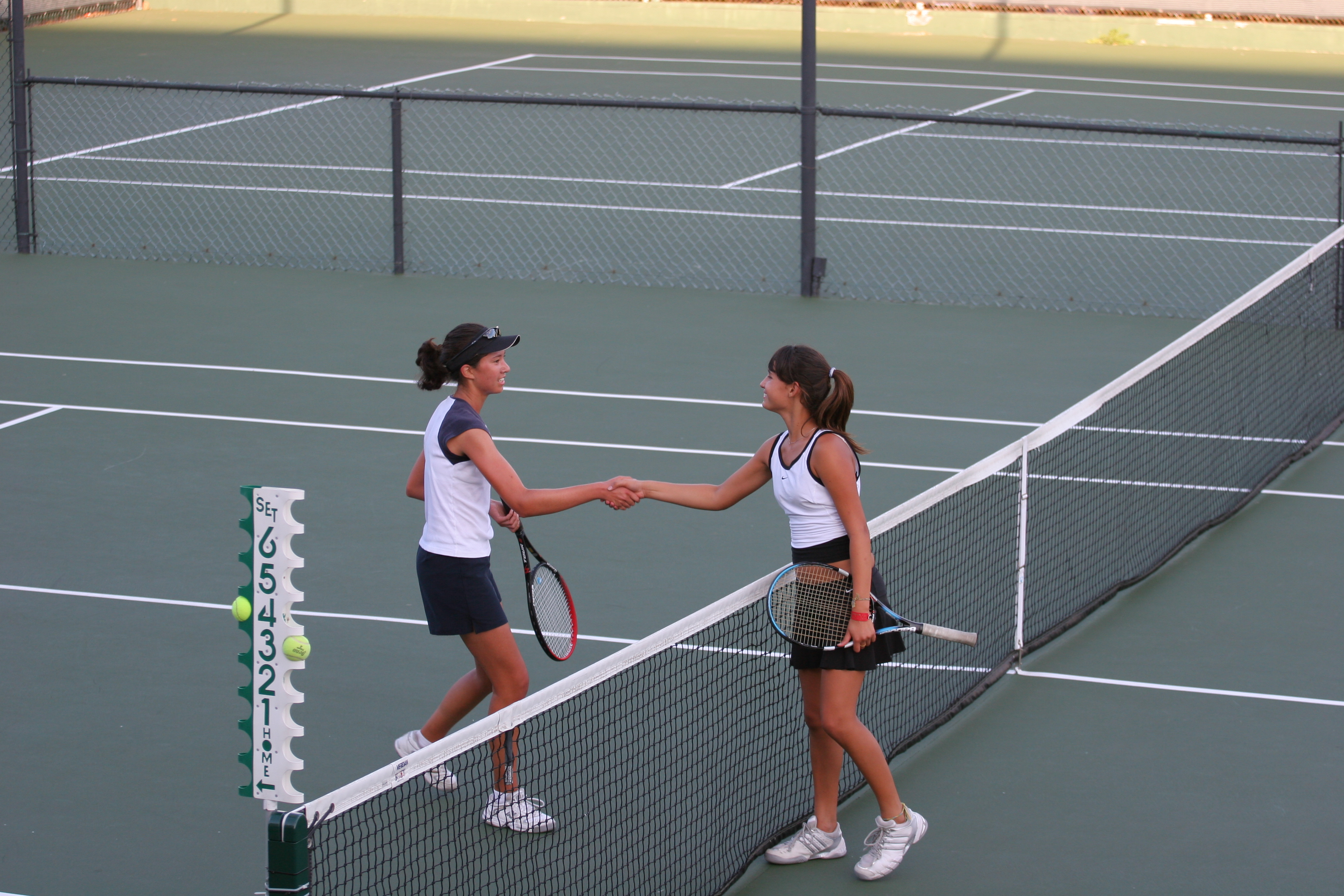
Bắt tay sau trận đấu được coi là biểu tượng của tinh thần thể thao tốt.

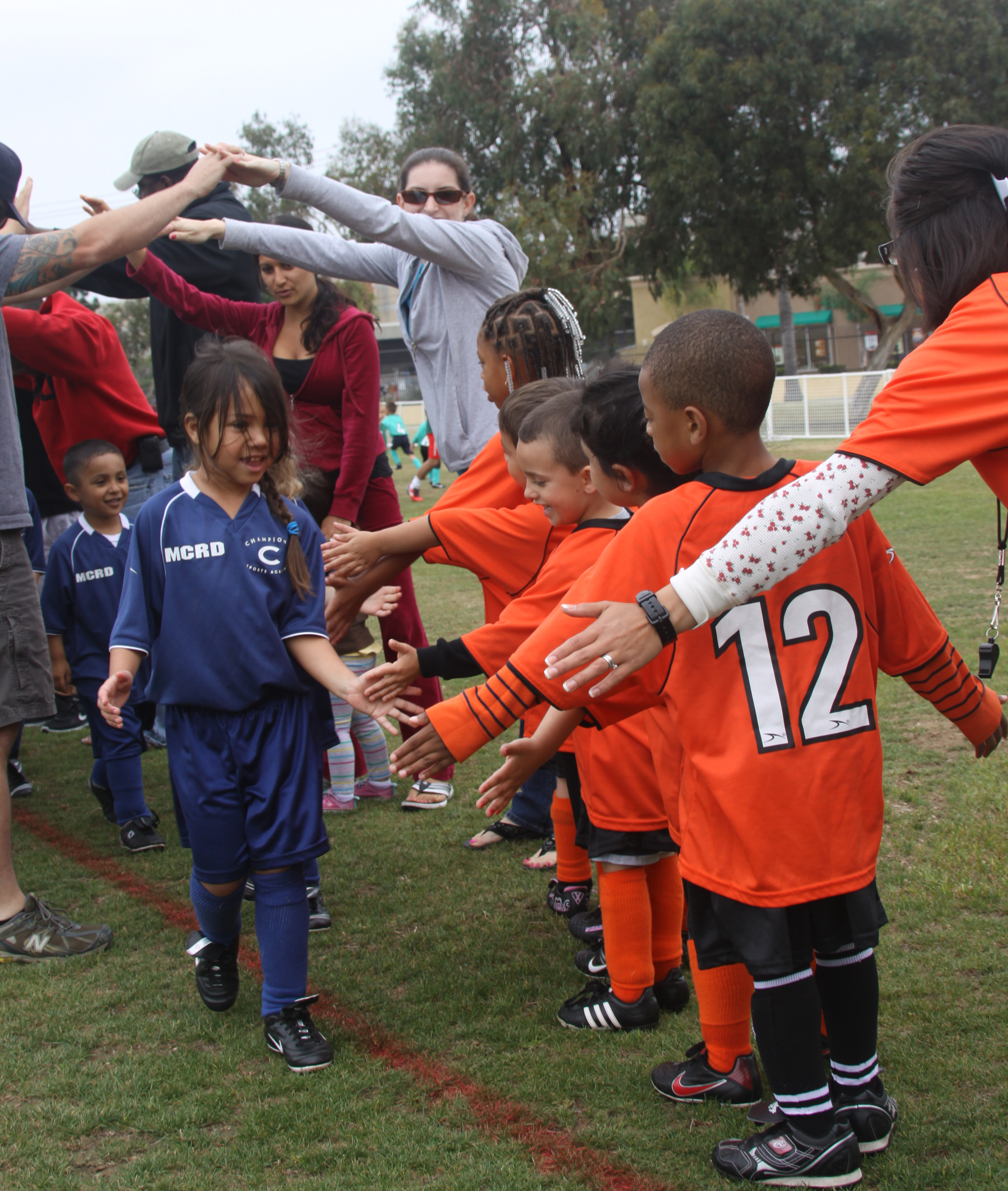
Hai đội trẻ bóng đá xếp hàng và high-five nhau sau một trận đấu để thực hành tinh thần thể thao tốt.

Tinh thần thể thao là một khát vọng hoặc đạo đức mà một môn thể thao hoặc hoạt động sẽ được hưởng cho riêng mình. Điều này là với sự cân nhắc đúng đắn cho sự công bằng, đạo đức, sự tôn trọng và ý thức về mối tương giao với các đối thủ cạnh tranh. "Kẻ thua cuộc đau đớn" chỉ một người không chấp nhận được thất bại, trong khi "vận động viên thể thao tốt" có nghĩa là người đó có thể là "người chiến thắng tốt" cũng như là "kẻ thua cuộc tốt"  (một người tỏ ra lịch sự với người khác trong một trò chơi thể thao).

## Phân tích
Thể thao có thể được khái niệm hóa như một đặc tính hoặc định hướng tương đối bền vững và tương đối ổn định sao cho các cá nhân khác nhau về cách họ thường được dự kiến sẽ hành xử trong các tình huống thể thao. Thể thao chủ yếu đề cập đến các đức tính như sự công bằng, tự chủ, can đảm và kiên trì, và có liên quan đến các khái niệm giữa các cá nhân đối xử với người khác và được đối xử công bằng, duy trì sự tự chủ nếu đối xử với người khác và tôn trọng cả hai người có thẩm quyền và đối thủ. Thể thao cũng được xem như là cách người ta phản ứng với một môn thể thao / trò chơi / người chơi.
Bốn yếu tố của thể thao thường được thể hiện là hình thức tốt, ý chí để giành chiến thắng, không thiên lệch và công bằng. Tất cả bốn yếu tố là quan trọng và phải tìm thấy sự cân bằng giữa cả bốn yếu tố để thể thao thực sự được minh họa. Những yếu tố này cũng có thể gây ra xung đột, vì một người có thể mong muốn giành được nhiều hơn là chơi một cách không thiên lệch và công bằng và do đó dẫn đến một cuộc đụng độ trong các khía cạnh của thể thao. Điều này sẽ gây ra vấn đề vì người này tin rằng họ là một người chơi thể thao giỏi, nhưng họ đang đánh bại mục đích của ý tưởng này vì họ đang bỏ qua hai thành phần chính là thể thao. Khi các vận động viên trở nên quá tự cao, ý tưởng về thể thao bị loại bỏ.
Văn hóa thể thao ngày nay, đặc biệt là nền tảng của thể thao ưu tú, rất quan trọng đối với ý tưởng cạnh tranh và chiến thắng và do đó, thể thao chiếm một chỗ dựa là kết quả. Trong hầu hết, nếu không phải tất cả các môn thể thao, những người chơi thể thao ở cấp độ ưu tú đều đưa ra các tiêu chuẩn về thể thao và bất kể họ có thích hay không, họ được coi là những người lãnh đạo và là hình mẫu trong xã hội.
Vì mọi môn thể thao đều bị chi phối bởi luật lệ, hành vi phạm tội phổ biến nhất của môn thể thao xấu là hành vi gian lận hoặc phá vỡ các quy tắc để đạt được lợi thế không công bằng, đây được gọi là hành vi phi thể thao. Một đối thủ thể hiện khả năng thể thao kém sau khi thua một trò chơi hoặc cuộc thi thường được gọi là "kẻ thua cuộc", trong khi một đối thủ thể hiện khả năng thể thao kém sau khi chiến thắng thường được gọi là "người chiến thắng tồi". Hành vi của người thua cuộc bao gồm đổ lỗi cho người khác về sự mất mát, không chịu trách nhiệm cho những hành động cá nhân góp phần vào sự thất bại, phản ứng với sự mất mát một cách non nớt hoặc không đúng cách, đưa ra lý do cho sự thất bại và trích dẫn các điều kiện bất lợi hoặc các vấn đề nhỏ nhặt khác là lý do cho Kẻ thất bại. Một chiến thắng xấu hoạt động trong một thời trang cạn sau chiến thắng của mình, chẳng hạn như bằng cách hả hê về của mình giành chiến thắng, khoe khoang chiến thắng vào mặt của đối thủ, và hạ nhục đối thủ bằng cách liên tục nhắc nhở đối thủ về hiệu suất "kém" so với mình (ngay cả khi đối thủ đã cạnh tranh hết sức). Không thể hiện sự tôn trọng với đội khác được coi là một vận động viên thể thao tồi và có thể dẫn đến các hiệu ứng làm mất tinh thần; như Leslie Howe mô tả: "Nếu một người ném bóng chày quyết định ném không đến khả năng tối đa của anh ta cho thấy người đánh bóng không ở mức phù hợp, [nó] có thể dẫn đến người đánh bóng có sự tự tin hoặc giá trị thấp." 